# JIS X 0212

オイラー図（JIS X 0208、JIS X 0212、JIS X 0213等の漢字集合）

JIS X 0212は、JIS X 0208:1983に含まれない文字を集めた、6067字の符号化文字集合を規定する日本産業規格 (JIS) である。規格名称は「情報交換用漢字符号－補助漢字」である。1990年10月1日に制定され、JIS X 0208と組み合わせて利用される。JIS補助漢字の通称がある。

## 収録文字
次の通りである。一般に、非漢字をも含めて補助漢字と呼ぶ。
- 特殊文字 - 21文字
  - 記述記号 - 2文字
  - 単位記号 - 1文字
  - 一般記号 - 7文字
  - ダイアクリティカルマーク - 11文字
- アルファベット - 245文字
  - ダイアクリティカルマーク付きギリシアアルファベット - 21文字
  - キリル系アルファベット - 26文字
  - ラテン系アルファベット - 27文字
  - ダイアクリティカルマーク付きラテンアルファベット - 171文字
- 漢字 - 5801文字

JIS X 0212の制定には国文学研究資料館（当時）の田嶋一夫が大きく関与して、国文学研究資料館の書誌データベース構築における研究成果に基づいた文字選定を行っており、学問研究向きの文字集合となっている。ただ、収録された漢字の中には由来の不明確なものもある。また、「〆」の字はJIS X 0208にも含まれているが、それとは大きく異なる例示字形で16区17点に漢字として収録（乄）している。
Unicodeは制定時にJIS X 0212を原規格の一つとしたため、補助漢字を全て含んでいる。よってUnicodeベースのシステムではフォントさえあれば補助漢字を利用できる。ほかにEUC-JP、ISO-2022-JP-2、ISO-2022-JP-1の符号化方式でも利用できる。しかしShift_JISでは符号化方式の制約により利用できず、Shift_JISでも利用できる設計の拡張文字集合として2000年にJIS X 0213が制定されることになる。

## JIS X 0213との関係
JIS X 0213は第3水準および第4水準の文字として定められ、この制定により、JIS X 0212はJIS X 0213よりも下位の位置づけとなり、JIS X 0213を使用することが推奨されるようになった。その後の公的規格などにおいてもJIS X 0212ではなくJIS X 0213を使うことを推奨するものが増えている。2004年にはJIS X 0213:2004が制定されJIS X 0212に含まれる一部のグリフも変更されたが、JIS X 0212は過去の規格ということで、JIS X 0213に含まれていない文字は変更されなかった。

### JIS X 0213:2004とJIS X 0212:1990で字形が異なる文字
JIS X 0213:2004とJIS X 0212:1990で字形が異なる文字を以下に示す（JIS X 0212:1990の字形はAdobe-Japan1-6文字コレクションに含まれるグリフと一致するものは漢字異体字セレクタ（IVS）を使用したうえで凸版文久明朝・游明朝体・源ノ明朝を指定し、一致しないものは画像を使用した。IVSに対応しない環境や、グリフの実装が異なるフォントでは正確な字形が再現されない）。住基統一文字では別のコードポイントで収録している。
| JIS X 0212 区点 | 文字(JIS X 0212:1990)                                                    | 文字(JIS X 0213:2004) | Unicode | 住基統一文字 |
| --------------- | ------------------------------------------------------------------------ | --------------------- | ------- | ------------ |
| 18-49           | 僲󠄁                                                                       | 僲                    | U+50F2  | ad9b         |
| 20-60           | Adobe-Japan2文字コレクション 0702、U+53D5（叕）のJIS X 0212:1990例示字形 | 叕                    | U+53D5  |              |
| 26-05           | 嫚󠄁                                                                       | 嫚                    | U+5ADA  | affe         |
| 70-84           | 嶲󠄀                                                                       | 嶲                    | U+5DB2  |              |
| 28-50           | 廋󠄁                                                                       | 廋                    | U+5ECB  |              |
| 34-39           | 晷󠄁                                                                       | 晷                    | U+6677  | b2a2         |
| 34-43           | Adobe-Japan2文字コレクション 2001、U+6680（暀）のJIS X 0212:1990例示字形 | 暀                    | U+6680  | b2aa         |
| 36-81           | 槾󠄁                                                                       | 槾                    | U+69FE  | b37b         |
| 38-11           | Adobe-Japan2文字コレクション 2345、U+6BA9（殩）のJIS X 0212:1990例示字形 | 殩                    | U+6BA9  | b3ed         |
| 38-68           | Adobe-Japan2文字コレクション 2402、U+6C74（汴）のJIS X 0212:1990例示字形 | 汴                    | U+6C74  | b40e         |
| 41-07           | 濹󠄁                                                                       | 濹                    | U+6FF9  | b4d5         |
| 42-15           | 熳󠄁                                                                       | 熳                    | U+71B3  | b540         |
| 44-34           | 瑢󠄁                                                                       | 瑢                    | U+7462  | b5c3         |
| 44-79           | 瓘󠄁                                                                       | 瓘                    | U+74D8  | b5dc         |
| 44-88           | 瓯󠄁                                                                       | 瓯                    | U+74EF  | b5e2         |
| 45-72           | 瘈󠄁                                                                       | 瘈                    | U+7608  | b606         |
| 45-87           | 瘦󠄁                                                                       | 瘦                    | U+7626  |              |
| 46-47           | 盔󠄁                                                                       | 盔                    | U+76D4  | b638         |
| 47-20           | 瞢󠄁                                                                       | 瞢                    | U+77A2  | b65f         |
| 48-41           | 礴󠄁                                                                       | 礴                    | U+7934  | b694         |
| 51-04           | 籩󠄁                                                                       | 籩                    | U+7C69  | b7ed         |
| 51-72           | 絜󠄁                                                                       | 絜                    | U+7D5C  | b817         |
| 56-59           | 葜󠄁                                                                       | 葜                    | U+845C  | b9d2         |
| 63-07           | 貛󠄁                                                                       | 貛                    | U+8C9B  | bbbe         |
| 68-84           | 鍥󠄁                                                                       | 鍥                    | U+9365  | be04         |
| 69-09           | 鎋󠄁                                                                       | 鎋                    | U+938B  | be19         |
| 69-17           | 鎡󠄁                                                                       | 鎡                    | U+93A1  | be05         |
| 70-86           | 雚󠄁                                                                       | 雚                    | U+96DA  | be93         |
| 71-18           | 靕󠄁                                                                       | 靕                    | U+9755  | beb5         |
| 74-18           | 鬭󠄁                                                                       | 鬭                    | U+9B2D  |              |
| 75-57           | 鳦󠄁                                                                       | 鳦                    | U+9CE6  | c044         |
| 76-23           | 鶿󠄁                                                                       | 鶿                    | U+9DBF  | c055         |

### JIS X 0212とJIS X 0213でUCS符号が一致しない文字
「『JIS X 0213 ７ビット及び８ビットの２バイト情報交換用符号化拡張漢字集合』附属書11 3.2 JIS X 0212からの索引」において、JIS X 0212とJIS X 0213の対応が規定されている。「3.3 JIS X 0221からの索引」にはUCS符号との対応が規定されている。以下のようにUCSの符号が異なるものが存在する。
| JIS X 0212→UCS | JIS X 0213→UCS | 備考                                                                     |
| -------------- | -------------- | ------------------------------------------------------------------------ |
| 坥(U+5765)     | 坦(U+5766)     |                                                                          |
| 怚(U+601A)     | 怛(U+601B)     |                                                                          |
| 柦(U+67E6)     | 柤(U+67E4)     |                                                                          |
| 巹(U+5DF9)     | 卺(U+537A)     |                                                                          |
| 圮(U+572E)     | 圯(U+572F)     |                                                                          |
| 攺(U+653A)     | 改(U+6539)     |                                                                          |
| 玆(U+7386)     | 茲(U+8332)     |                                                                          |
| 杮(U+676E)     | 柿(U+67FF)     | 杮（こけら）（画数8画）を柿（かき）（画数9画）に対応（包摂）             |
| 昷(U+6637)     | 𥁕(U+25055)    |                                                                          |
| 彐(U+5F50)     | 彑(U+5F51)     |                                                                          |
| 瘦(U+7626)     | 痩(U+75E9)     | JIS X 0213:2004 （追加10文字の中の一つと対応させず、従来の異体字に対応） |
| 繫(U+7E6B)     | 繋(U+7E4B)     | JIS X 0213:2004 （追加10文字の中の一つと対応させず、従来の異体字に対応） |
| 乄(U+4E44)     | 〆(U+3006)     | JIS包摂基準に基づかないもの                                              |
| Đ(U+0110)      | Ð(U+00D0)      | JIS包摂基準に基づかないもの(Đ,Ð)                                         |

## フォントの対応
市販の日本語フォントでは、Adobe-Japan1-6以降に準拠したOpenType Pr6/Pr6Nフォントがサポートしている。
フリーフォントでは源ノ角ゴシック、源ノ明朝、VLゴシックなどが対応している。
Windowsでは古くから対応フォントが用意されており、Windows 98からすでに標準でバンドルされているMS ゴシックやMS 明朝が対応している。Windows Vista以降のシステムフォントであるメイリオは、Vista発売当初のバージョン (5.00) では対応していなかったが、Windows 7に搭載されているバージョン (6.02) で対応するようになった。Windows 10が搭載する游明朝と游ゴシックの文字セットは、2019年以降Adobe-Japan1-7を含むのでPr6N相当である。
macOSにおいては、OS X Mavericksで追加された游明朝体と游ゴシック体がPr6Nフォントであり、macOS Sierra以降でFont Bookから追加ダウンロードできる凸版文久明朝、凸版文久ゴシックもPr6Nフォントである。iOSでは、iOS 14の時点で標準搭載日本語フォントがAdobe-Japan1-5相当のヒラギノProNに限られるため、JIS X 0212の文字・例示字形には正しく表示することができないものがある。